# Concordia (stacja antarktyczna)
Concordia – francusko-włoska całoroczna stacja polarna na Płaskowyżu Polarnym na Antarktydzie, położona na wysokości 3220 m n.p.m. na obszarze o nazwie Dome C, otwarta w 2005 roku. Leży w odległości 1670 km od bieguna południowego. Najbliższe stacje polarne to francuska Dumont d’Urville, australijska Casey (obie w odległości 1100 km) i włoska Zucchelli w zatoce Terra Nova.

## Środowisko
Kopuła lodowa Dome C jest jednym z najzimniejszych miejsc na Ziemi. Temperatury w lecie nie wzrastają powyżej -25 °C. Temperatura w zimie może spaść poniżej -80 °C, ostatni rekord to -84,6 °C w 2010 roku. Wilgotność powietrza jest niska. Występuje bardzo mało opadów w ciągu roku.
Nie występują wiatry katabatyczne, charakterystyczne dla regionów przybrzeżnych Antarktydy. Spowodowane jest to wysokim położeniem oraz względną odległością od krawędzi Płaskowyżu Polarnego. Typowe prędkości wiatru w okresie zimowym wynoszą 2,8 m/s.

## Astronomia
Na stacji prowadzone są także badania z dziedziny astronomii. Płaskowyż Polarny został uznany za odpowiednie miejsce dla niezwykle dokładnych obserwacji astronomicznych. Przejrzystość atmosfery Antarktyki pozwala na obserwację gwiazd, nawet gdy Słońce jest na wysokości 38°. Inne zalety to bardzo niska emisja podczerwieni, bezchmurne niebo oraz niska zawartość pyłów i aerozoli w atmosferze, brak zanieczyszczenia światłem innym niż światło Księżyca lub zorzy polarnej.
To miejsce (Dome C) było uwzględniane przy projekcie budowy Ekstremalnie Wielkiego Teleskopu Europejskiego.

## Niektóre elementy infrastruktury[5]
- Stacja składa się z dwóch budynków, o średnicy 18,5 m i wysokości 12 m oraz masie 200 ton[6]. Każdy budynek wspierany jest na sześciu kolumnach. Kolumny wyposażone są w układ hydrauliczny. Konstrukcja wspierająca zrobiona jest z wysokiej jakości stali.
- Teleskop AASTINO (Automated Astrophysical Site Testing INvincible Observatory) – zdalnie sterowany teleskop, który udowodnił, że wysoko położony, prawie bezwietrzny region Płaskowyżu Antarktycznego jest najlepszym miejscem na Ziemi do prowadzenia obserwacji astronomicznych[7].
- AstroConcordia – zespół teleskopów.
- ASTEP (Antarctic Search for Transiting Extrasolar Planets) – 0,40-metrowy teleskop z polem widzenia 1° x 1° przeznaczony do detekcji tranzytów planet pozasłonecznych.
- BRAIN (B-mode Radiation Interferometer) – bolometryczny interferometr przeznaczony do obserwacji inflacji w mikrofalowym promieniowaniu tła.
- COCHISE (Cosmological Observations at Concordia with High-sensitivity Instruments for Source Extraction) – 2,6-metrowy radioteleskop mikrofalowy, przeznaczony do badań pochodzenia i ewolucji ciemnej materii. Działa od 2007 roku.
- IRAIT (International Robotic Antarctic Infrared Telescope) – 80 cm robotyczny teleskop podczerwony, przeznaczony do obserwacji formowania się i utraty masy gwiazd. Zainstalowany w 2009 roku.